# Люди Икс: Начало. Росомаха
«Лю́ди Икс: Нача́ло. Росома́ха» (англ. X-Men Origins: Wolverine) — американский полнометражный супергеройский фильм 2009 года, основанный на комиксах издательства Marvel Comics о мутанте Росомахе. Это четвёртый проект в серии фильмов о Людях Икс, первая часть трилогии о Росомахе, а также спин-офф/приквел к картинам «Люди Икс» (2000) и «Люди Икс 2» (2003). Гэвин Худ срежиссировал фильм по сценарию Дэвида Бениоффа и Скипа Вудса, в то время как Хью Джекман выступил продюсером и исполнителем главной роли; также в картине сыграли: Лев Шрайбер, Дэнни Хьюстон, Доминик Монаган и Райан Рейнольдс. Сюжет фильма освещает детство Джеймса Хоулетта и его отношения со сводным братом Виктором Кридом, а также время, которое они провели в рядах военизированной организации Команда Икс, возглавляемой майором Уильямом Страйкером, и раскрывает обстоятельства внедрения неразрушимого металла адамантия в скелет Росомахи в рамках научной программы «Оружие X».
Основные съёмки фильма проходили с января по май 2008 года в Австралии и Новой Зеландии, а в Канаде снимались отдельные эпизоды. Производство и постпроизводство картины осложнили некоторые факторы, в частности: погодные условия, параллельное участие Джекмана в другом проекте, незавершённый сценарий, который дописывался в Лос-Анджелесе, пока съёмочная группа находилась в Австралии, творческий конфликт между Худом и руководством Fox относительно режиссуры, и просочившаяся в сеть рабочая версия фильма.
Релиз фильма в России состоялся 30 апреля, а в США — 1 мая; дистрибуцией занималась 20th Century Fox. «Начало. Росомаха» получил смешанные, преимущественно негативные отзывы как от профессиональных критиков, так и от зрителей, которые сетовали на плохое качество сюжета, сценария и визуальных эффектов, медленный темп повествования и слабый монтаж. Впоследствии Джекман признался, что он также остался недоволен итоговым результатом. При производственном бюджете в размере 150 млн $ фильм заработал 179 млн $ в США и Канаде, а его суммарные сборы по всему миру превысили 373 млн $. В 2013 году вышло продолжение под названием «Росомаха: Бессмертный», а в 2017 году трилогия завершилась картиной «Логан».

## Сюжет
В 1845 году на глазах юного уроженца Северо-Западной территории Джеймса Хоулетта умирает его отец, убитый садовником семьи Томасом Логаном. У пережившего эмоциональное потрясение мальчика проявляется мутация: из костяшек пальцев прорастают костяные когти, которыми Джеймс в ярости пронзает Томаса. Перед смертью тот заявляет, что является биологическим отцом Хоулетта. Джеймс сбегает из дома вместе с другим сыном Томаса и по совместительству со своим сводным братом Виктором Кридом, также являющимся мутантом: как и Джеймс он обладает исцеляющим фактором и долголетием, а также животными инстинктами и острыми когтями. В течение следующих ста лет они участвуют в Гражданской войне в США, мировых войнах и войне во Вьетнаме. В 1975 году в последней из войн утративший человечность Виктор пытается изнасиловать жительницу осаждённой деревни и убивает вставшего на его пути старшего офицера. Не подозревая о намерениях брата, Джеймс встаёт на его защиту, в результате чего обоих приговаривают к расстрелу их же командиры, однако мужчины переживают казнь. Вскоре после этого братьев навещает майор Уильям Страйкер и предлагает им присоединиттся к отряду мутантов под названием Команда Икс, в которую также входят: стрелок Агент Зеро, фехтовальщик Уэйд Уилсон, владеющий телепортацией Джон Рэйт, сверхсильный боец с прочным телом Фред Дьюкс и манипулирующий электричеством Крис Брэдли. Джеймс берёт псевдоним «Логан» и принимает участие в нескольких операциях Команды Икс, однако, будучи не в силах смириться с жестокостью Виктора, он, в конечном итоге, покидает отряд.
В течение следующих шести лет переехавший в Канаду Логан работает лесорубом и живёт вместе со своей девушкой Кайлой Сильверфокс. Выследившие его полковник Страйкер и Зеро сообщают, что некто убил Уэйда и Брэдли и, по всей видимости, охотится за другими членами отряда. Логан отказывается сотрудничать со Страйкером и вскоре обнаруживает в лесу окровавленное тело Кайлы. Придя к выводу, что за этим стоит Виктор, Логан нападает на брата в местном баре, однако проигрывает бой. Страйкер рассказывает Логану о предательстве Виктора и предлагает ему принять участие в научном эксперименте, благодаря которому он станет достаточно сильным, чтобы отомстить. Логан соглашается и проходит через болезненную операцию по укреплению его скелета неразрушимым металлом адамантием. Узнав, что Страйкер намеревается стереть ему память и превратить в живое оружие, Логан сбегает из лаборатории и добирается до находящейся поблизости фермы, принадлежащей пожилой паре. На следующее утро Зеро убивает приютивших Логана людей, после чего тот в отместку сбивает вертолёт стрелка и взрывает его, а затем связывается по рации со Страйкером, пообещав убить как полковника, так и Виктора.
Логан посещает боксёрский зал в Лас-Вегасе, где тренируются Рэйт и Дьюкс; за прошедшие шесть лет последний сильно прибавил в весе из-за расстройства приёма пищи. Дьюкс заявляет, что Виктор по-прежнему работает на Страйкера и захватывает по его приказу других мутантов, необходимых полковнику для его экспериментов в лаборатории, расположенной на секретном «Острове». Также Дьюкс упоминает Реми Лебо, единственного мутанта, которому удалось сбежать с этого острова. Логан и Рэйт находят Лебо в Новом Орлеане, куда также прибывает Виктор, чтобы убить Рэйта и извлечь его ДНК. Лебо соглашается помочь Логану освободить захваченных Страйкером мутантов, после чего он доставляет его на вертолёте в лабораторию на АЭС Три-Майл-Айленд. Там Логан обнаруживает живую Кайлу, которая, как оказалось, следила за ним по поручению Страйкера в обмен на безопасность её сестры. Тем не менее, Страйкер не только отказывается освободить сестру Кайлы, но и внедрить адамантий в скелет Виктора, утверждая, что Крид не переживёт эту операцию. Чтобы остановить Логана и предотвратить побег освобождённых им мутантов, Страйкер берёт под контроль Уэйда, который овладел способностями различных мутантов в рамках проекта «Оружие XI».
В то время как Логан и Виктор сражаются с Оружием XI, смертельно раненая Кайла отводит освобождённых мутантов к прибывшему на остров профессору Чарльзу Ксавьеру. После того, как Логан убивает Оружие XI, Страйкер выстреливает ему в голову пулей из адамантия, в результате чего Хоулетт теряет сознание. Прежде чем Страйкер успевает застрелить Кайлу, та использует против него свою силу мутанта, убеждая полковника развернуться и продолжать идти вперёд до тех пор, пока он не сотрёт ноги в кровь, а затем умирает от полученных ранений. Логан приходит в сознание, однако теряет память из-за поразившей его пули. На одной стороне своего военного жетона он видит слово «Логан», а на другой — «Росомаха». Заметив на земле мёртвую Кайлу Логан колеблется, но, в конечном итоге, не узнаёт её и покидает остров. В сцене после титров военная полиция задерживает Страйкера, чтобы тот дал показания о смерти генерала Мансона, которого полковник ранее убил, когда тот пригрозил закрыть его научную программу. В другой сцене Оружие XI выбирается из-под завала и находит свою отрезанную голову.

## В ролях
- Хью Джекман — Джеймс «Логан» Хоулетт / Росомаха: 
 Мутант канадского происхождения, который в дальнейшем присоединится к Людям Икс. Джекман продюсировал фильм через свою компанию Seed Productions и заработал на нём 25 млн $[3]. В рамках подготовки к роли актёр проходил интенсивные тренировки с поднятием тяжестей, чтобы улучшить своё телосложение. Он набирал массу с помощью упражнений для сердечно-сосудистой системы. По словам Джекмана, в сцене, где Росомаха поднимается из резервуара с водой после внедрения адамантия, его мышцы не были увеличены при помощи компьютерной графики[4].
  - Трой Сиван — молодой Джеймс: 
 Кастинг-директора были впечатлены его вокальным выступлением во время телемарафона Седьмого канала в Перте и утвердили Сивана на роль после того, как ознакомились с его видео-заявкой для прослушивания[5]. Изначально юного Хоулетта должен был сыграть Коди Смит-Макфи[6], однако актёр отказался от участия в проекте из-за съёмок в картине «Дорога» (2009)[7]. Впоследствии Макфи исполнил роль Ночного Змея в последующих фильмах франшизы — «Люди Икс: Апокалипсис» (2016) и «Люди Икс: Тёмный Феникс» (2019)[8].
- Лев Шрайбер — Виктор Крид: 
 Сводный брат Логана, который как и он является мутантом. Впоследствии становится заклятым врагом Росомахи Саблезубым. Джекман и Худ сравнили отношения Логана и Виктора с соперничеством Бьорна Борга и Джона Макинроя в мире тенниса, так как несмотря на их вражду, они не могут жить друг без друга. В отличие от Логана, Крид изображается как безжалостный зверь и представляет собой живое воплощение тёмной стороны Росомахи, которую тот ненавидит. Эти персонажи — две стороны одной медали[9]. Сыгравший Саблезубого в фильме «Люди Икс» Тайлер Мэйн также хотел повторить эту роль[10]. Ранее Джекман снимался вместе со Шрайберов в романтической комедии «Кейт и Лео» (2001); он описал его как человека, которому не чужд дух соперничества, необходимый для роли Крида. Актёры подстрекали друг друга выполнять как можно больше трюков без дублёров. Для этой роли Шрайбер набрал 40 фунтов (18 кг) мышц[11]. По словам актёра, это была самая жуткая роль из всех, что он когда-либо играл. В детстве он также читал комиксы о Росомахе. Как и Джекман, Шрайбер хотел стать танцором и прошёл обучение на хореографа боевых искусств, поэтому ему нравилось играть в боевых сценах[12].
  - Майкл-Джеймс Олсен — молодой Виктор[13].
- Дэнни Хьюстон — Уильям Страйкер: 
 Изначально Шрайбер проходил прослушивание на роль Страйкера[14]. Ранее персонаж появлялся в фильме «Люди Икс 2», где его сыграл Брайан Кокс, который также планировал сняться в сольном фильме о Росомахе. Он считал, что создатели фильма могли бы «омолодить» его с помощью компьютерной графики, как в случае с Патриком Стюартом и Иэном Маккелленом во флэшбеках из картины «Люди Икс: Последняя битва»[15] Хьюстону нравился непростой образ Страйкера, который «одновременно любил и ненавидел мутантов, так как его собственный сын был мутантом и довёл жену [Страйкера] до самоубийства. По этой причине он понимает, через что им приходится проходить, однако не может обуздать ненависть к их разрушительной силе». Актёр сравнил своего персонажа с конезаводчиком, который взращивает своих подопытных мутантов словно детей, однако перестаёт заниматься ими, если они не оправдывают его ожиданий. На объекте «Оружие X» был показан его замороженный сын Джейсон, состояние которого и подтолкнуло Страйкера начать проект «Оружия XI»[11].
- will.i.am — Джон Рэйт: 
 Мутант, обладающий способностью к телепортации. Для will.i.am это был крупный дебют в кино. Несмотря на разногласия с директором по кастингу, рэпер получил роль персонажа с силой Ночного змея. В рамках подготовки к роли он прошёл курс молодого бойца[16]. На съёмках одной из боевых сцен фильма он травмировал руку, когда случайно ударил кулаком камеру[17] Создатели картины предлагали роль Рэйта Куинтону Джексону, однако тот отказался[18][19].
- Линн Коллинз — Кайла Сильверфокс: 
 Потомок коренных народов США и девушка Росомахи, которая втайне работает на Страйкера. Она владеет тактильным гипнозом, благодаря чему может контролировать других людей или убедить их следовать своей воле после физического прикосновения[11] Тем не менее, Виктор невосприимчив к её способностям. По словам Коллинз, благодаря своей роли она узнала, что «женская сила убеждения легко превосходит клыки, ножи и оружие»[20] Мишель Монаган отказалась от этой роли из-за конфликта в расписании с другими проектами, хотя актриса очень хотела сыграть в одном фильме с Джекманом[21]. В статье Indian Country Today кастинг Линн Коллинз на роль героини комиксов Сильверфокс объяснялся политикой Голливуда по возвращению к эпохе «краснолицых», старой тенденции снимать в ролях коренных американцев актёров, не являющихся таковыми[22].
- Кевин Дюранд — Фред Дьюкс: 
 Мутант с практически непробиваемой кожей. В первых сценах фильма с его участием он изображается как суровый боец, однако, из-за нарушенного обмена веществ персонаж набирает вес и, чтобы привести себя в форму, начинает заниматься боксом. При попытке выведать местоположение Страйкера Логан называет Дьюкса «упырём», однако тот ошибочно слышит слово «пузырь» и впадает в ярость[11]. Дюранду нравились предыдущие фильмы о Людях Икс, поэтому он связался с продюсерами картины, после того, как узнал о её производстве[23]. Костюм дорабатывался в течение шести месяцев; внутри него были помещены специальные трубки, которые охлаждали Дюранда холодной водой[24]. На роль также претендовал Дэвид Харбор, однако создатели фильма сочли его «слишком толстым» для неё[25].
- Доминик Монаган — Брэдли: 
 Мутант, способный манипулировать электричеством и электронными компонентами[26]. Изначально Монаган якобы должен был сыграть Барнелла Богуска / Клюва[27].
- Тейлор Китч — Реми Лебо: 
 Вор каджунского происхождения, обладающий способностью преобразовывать потенциальную энергию любого предмета, с которым он взаимодействует, в кинетическую энергию, после чего этот предмет взрывается. Величина взрыва зависит от размера предмета[11]. В бою он орудует посохом и полагается на свою ловкость. Стойкость Лебо позволяет ему быстро оправиться от локтевого удара Росомахи в лицо и продолжить сражение. Китч поделился своим мнением о персонаже: «Хотя я и слышал о нём, мне не были известны его способности. Уверен, что ещё ни раз столкнусь с этим. Мне нравится его сила и то, как он ей управляет. Я знал о нём не слишком много, но, как оказалось, это было мне на руку, так как я смог сыграть его по-своему. И я рад этому»[28].
- Дэниел Хенни — Агент Зеро: 
 Мутант из Команды Икс, обладающий сверхчеловеческими ловкостью и рефлексами, а также смертоносной снайперской точностью. По словам продюсера фильма Лорен Шулер Доннер, у Агента Зеро нет запаха, поэтому Логану тяжело почувствовать его присутствие[11]. Хенни, который был большим фанатом Людей Икс, сыграл злодея с большим удовольствием, так как он «ничем себя не ограничивал во время исполнения этой роли и мог делать всё, что придёт в голову»[29]. Актёр назвал фильм более реалистичным и жестоким, чем предыдущая трилогия о Людях Икс[30].
- Райан Рейнольдс — Уэйд Уилсон: 
 Саркастичный наёмник со смертоносными навыками владения мечом, достигший пика физической подготовки[31]. Впоследствии становится известен как Оружие XI — мутант-убийца, который приобрёл силы различных мутантов, захваченных или убитых Виктором по мере развития сюжета; он обладает такими способностями, как: энергетические лучи из глаз Скотта Саммерса, исцеляющий фактор Виктора Крида, телепортация Джона Рэйта и выдвижные лезвия из рук, работающие по принципу когтей Росомахи. Страйкер называет его «пулом, убийцей мутантов: Дэдпулом». В этом фильме Дэдпул не носит свой классический красный костюм и маску, а его фирменную болтливость сдерживает зашитый рот. В то время как Рейнольдс играл Оружие XI по большей части в сценах, где его лицо было показано крупным планом, Скотт Эдкинс выполнял более опасные трюки[32]. Изначально у Уилсона была эпизодическая роль, однако, когда к проекту присоединился Рейнольдс, экранное время персонажа увеличилось[33]. Рейнольдс сыграл более приближённого к комиксам Дэдпула в одноимённом фильме и его продолжениях[34].

Тим Пакок сыграл подростковую версию Скотта Саммерса, а Макс Каллен и Джулия Блейк — Трэвиса и Хизер Хадсонов, пожилых супругов, которые заботились о Росомахе после того, как тот сбежал из лаборатории Страйкера. Тахина Тоцци исполнила роль сестры Сильверфокс мутанта Эммы, обладающей способностью превращать свою кожу в алмаз. Создатели фильма позиционировали её в рекламных материалах как Эмму Фрост. Впоследствии Брайан Сингер заявил, что хотя эта героиня обладает похожими способностями, на деле она не является Эммой Фрост из картины «Люди Икс: Первый класс» (2011). Также в фильме появляются родители Росомахи. Аарон Джеффри сыграл Томаса Логана, Элис Паркинсон — Элизабет Хоулетт, а Питер О’Брайен — Джона Хоулетта. В картине есть множеством камео молодых версий персонажей из предыдущих фильмов, в частности Джейсона Страйкера и Шторм; сцена с последней была показана в трейлере, но не вошла в итоговую версию фильма. Патрик Стюарт повторил роль профессора Чарльза Ксавьера из предыдущих фильмов; создатели картины омолодили его персонажа с помощью компьютерной графики. Ашер Кедди сыграла доктора Кэрол Фрост. Профессиональный игрок в покер Даниэль Негреану появился в роли самого себя в сцене в казино. Фил Хельмут также хотел сняться в этом эпизоде, но был занят на мероприятии в Торонто. Один из создателей Людей Икс Стэн Ли должен был появиться в фильме в качестве камео, однако не смог посетить съёмки в Австралии.

## Производство

### Разработка
Дэвид Бениофф ждал этого проекта почти три года, прежде чем Fox наняла его для написания сценария в октябре 2004 года. Он перечитал комикс Барри Виндзор-Смита Weapon X и ограниченную серию Wolverine за авторством Криса Клэрмонта и Фрэнка Миллера. Ещё одним источником вдохновения послужила ограниченная серия Origin, повествующая о жизни Росомахи до проекта «Оружие X». Хью Джекман также принял участие в работе над сценарием, в частности его интересовал образ Росомахи, которого он хотел сыграть иначе, чем в предыдущих фильмах. Скип Вудс, который ранее написал сценарий для «Хитмэна» (2007), правил и дорабатывал материал Бениоффа. Последний написал «более мрачную и жестокую» историю с рейтингом R, однако, по словам сценариста, он понимал, что направление картины так или иначе определяют продюсеры и режиссёр. Джекман же был против высокого возрастного рейтинга.
В 2003 году Райан Рейнольдс и Дэвид Гойер работали над сольным фильмом о Дэдпуле, однако проект, в конечном итоге, был отменён, так как оба деятеля сосредоточились на производстве картины «Блэйд: Троица» (2004) и её спин-оффе, который так и не вышел. По мнению Джекмана, Бениоффу удалось показать Дэдпула забавным, однако киноверсия персонажа отличалась от исходной. Ещё одним новым персонажем для серии фильмов о Людях Икс стал Гамбит, который так и не появился в предыдущей трилогии о мутантах. Джекману нравился этот персонаж, которого он назвал такой же «занозой в заднице», как и Росомаху, и сравнил их отношения с взаимодействием Логана и Пиро в предыдущих частях. Эйер также участвовал в написании сценария. Бениофф завершил свою работу в октябре 2006 года, однако Джекман не мог приступить к съёмкам в течение года из-за занятости в картине «Австралия» (2007). Незадолго до начала забастовки гильдии сценаристов США (2007—2008) Fox наняла Джеймса Вандербилта и Скотта Сильвера для переписывания сценария.
В июле 2007 года стало известно, что Гэвин Худ срежиссирует фильм, релиз которого был намечен на 2008 год. Ранее режиссёры предыдущих фильмов о мутантах Брайан Сингер и Бретт Ратнер изъявили желание поставить эту картину. Среди других кандидатов были Александр Ажа и Лен Уайзман. Зак Снайдер, который мог срежиссировать «Последнюю битву», отклонил предложение студии из-за работы над «Хранителями» (2009). Джекман провёл параллель между Логаном и главным героем предыдущего фильма Худа «Цоци» (2005). Худ признался, что, хотя он и не был поклонником комиксов, ему понравился образ Росомахи, который, по его мнению, полюбился многим людям из-за непринятия персонажем самого себя, своего существования. В фильме режиссёр хотел сфокусироваться на внутреннем конфликте Росомахи между его животными чертами личности и благородными человеческими качествами. Хотя Худу нравились предыдущие фильмы франшизы, он выбрал другой тон для спин-оффа. Режиссёр предложил сделать Росомаху и Саблезубого сводными братьями, чтобы добавить в фильм больше эмоциональных моментов. В октябре 20th Century Fox объявила, что премьера фильма состоится 1 мая 2009 года.

### Съёмки
Предварительные съёмки фильма проходили в австралийской студии 20th Century Fox в Сиднее в конце 2007 года. Основные съёмки начались 18 января 2008 года в Новой Зеландии. Отдельные сцены снимались в Данидине. Во время съёмок в Куинстауне окружной совет города оспорил решение Министерства труда разрешить Fox хранить взрывчатку на местном катке, из-за чего представителям компании пришлось перенести её в другое место. Взрывчатка использовалась для съёмки эпизода с подрывом фермы Хадсанов, для которого потребовалось тринадцать камер. Джекман и палермская компания Woz Productions достигли соглашения с советом, согласно которому специалисты по переработке отходов консультировали съёмочную группу по вопросам экологии. По словам Худа, на момент начала съёмок сценарий всё ещё не был завершён, из-за чего он, снимая эпизоды фильма в Австралии, получал свежие материалы из Лос-Анджелеса, иногда в ночь перед съёмками.
Дальнейшие съёмки проходили на студии Fox и в Новом Орлеане (Луизиана). Создатели фильма снимали здания на Острове Какаду, чтобы сэкономить на компьютерном генерировании декораций для объекта Страйкера. По оценкам аналитиков, экономика Сиднея пополнилась на 60 млн австралийских долларов благодаря производству фильма. Основные съёмки завершились к 23 мая. Съёмки второго блока проходили в Новой Зеландии до 23 марта, и возобновились после завершения первого блока, охватив ещё две недели. В Блэксмитс (Новый Южный Уэльс) снимался эпизод высадки в Нормандии.
У Худа и руководства Fox было разное видение фильма. В то время как режиссёр хотел показать Росомаху как ветерана войны с посттравматическим стрессовым расстройством, представители Fox считали, что зрителям не будут интересны такие серьёзные темы. Конфликт продолжался до тех пор, пока Ричард Доннер, муж одного из продюсеров картины Лорен Шулер Доннер, не прилетел в Австралию, чтобы развеять напряжённую атмосферу на съёмочной площадке. Худ отметил: «Благодаря необходимым, а порой и очень непростым обсуждениям дела пошли в гору. […] Я надеюсь, что они сыграют на руку фильму. Без них у нас возникли бы проблемы!». Также режиссёр добавил, что он и Томас Ротман отстаивали своё видение во время встреч с другими людьми, которые работали над фильмом. В январе 2009 года производство «Начала. Росомахи» осложнили погодные условия и параллельные съёмки Джекмана в картине «Австралия»; съёмочная группа отправилась в Ванкувер, чтобы снять интерьеры средней школы Китсилано и Университета Британской Колумбии для последних сцен с участием Рейнольдса, который работал над двумя другими проектами во время основных съёмок.
По словам Худа, у фильма есть несколько «секретных концовок», которые менялись по мере завершения производства. В одной из них Росомаха выпивает сакэ в японском баре. Барменша интересуется, делает ли он это, чтобы что-то забыть, на что Росомаха отвечает: «Нет. Я пью, чтобы вспомнить». В другой концовке Оружие XI выбирается из-под завала и находит свою отрубленную голову.

### Визуальные эффекты
В работе над фильмом участвовали три супервайзера по визуальным эффектам и семнадцать различных компаний, которые добавили компьютерную графику более чем в 1000 сцен «Начала. Росомахи». Сотрудники компании Hydraulx, которые ранее создавали спецэффекты к трилогии «Люди Икс», отвечали за визуальное оформление битвы на Три-Майл-Айленде и способностей Гамбита. Многие элементы фильма полностью состояли из компьютерной графики, в частности устройство для инъекции адамантия, сцена с полётом Гамбита и Росомахи на вертолёте, а также эпизод, в котором Логан разрезает дверь своими усиленными когтями. В некоторых сценах костяные когти были сгенерированы на компьютере, так как реквизит не очень хорошо смотрелся на крупных планах. В фильме широко использовался мэт-пэйнтинг — компания Matte World Digital создала пять различных фотореалистичных изображений для финальной сцены фильма, в частности разрушенный Три-Майл-Айленд, в то время как Худ поручил представителям Hatch Productions ориентироваться на фавелы при создании фонов Африки.

### Музыка
Музыку к фильму написал композитор Гарри Грегсон-Уильямс. Малкольмом Люкер отвечал за сведение, Коста Котселасом — за обработку, а Мартин Тиллман — за исполнение на электрической виолончели. Грегсон-Уильямс познакомился с Худом на 63-й церемонии вручения премии «Золотой глобус», где оба деятеля получили номинации за фильмы «Хроники Нарнии: Лев, колдунья и волшебный шкаф» и «Цоци». Партитура была записана на площадке Newman Scoring Stage, расположенной в студии 20th Century Studios, где Грегсон-Уильямс дирижировал оркестром из 78 человек и хором из 40 человек. Саундтрек вышел под лейблом Varèse Sarabande 28 апреля 2009 года.

## Выпуск

### Утечка рабочей версии фильма
31 марта 2009 года в сеть просочилась рабочая версия фильма в формате DVD без адресно-временного кода и водяных знаков; некоторые сцены не были обработаны компьютерной графикой, в титрах использовался другой шрифт, а также были добавлены альтернативные звуковые эффекты. Представители Fox заявили, что смогут определить источник утечки при помощи форензики, компьютерной криминалистики. ФБР и MPA провели расследование незаконного размещения. По оценкам аналитиков Fox, на момент премьеры фильма в кинотеатрах рабочая версия была скачана примерно 4,5 млн раз, минимум 15 млн людьми.
Рабочая версия содержала торговую марку Rising Sun Pictures, австралийской компании по созданию визуальных эффектов, сотрудники которой принимали участие в работе над фильмом. Представители компания заявили, что в их распоряжении никогда не было полноценной копии фильма. Ротман отметил, что в просочившейся версии не хватало десяти минут хронометража, добавленных в январе 2009 года. В то же время в театральной версии фильма не было дополнительных сцен, которые присутствовали в рабочей версии. Хронометраж обеих версий составлял 107 минут; Худ заявил, что «существует ещё одна концовка с участием злодея фильма». Виновником оказался житель Бронкса по имени Жилберто Санчес, который загрузил рабочую версию на сайт Megaupload в марте 2009 года. По словам Санчеса, он купил нелицензионную копию DVD у корейца. Санчес был приговорен к одному году тюремного заключения в федеральной тюрьме.
Впоследствии президент отдела постпродакшена художественных фильмов Fox Тед Гальяно сообщил, что в сеть просочилась копия, подготовленная для Руперта Мёрдока.
Рецензент канала Fox News, принадлежавшего материнской компании Fox News Corporation, Роджер Фридман был уволен за написание рецензии на фильм с использованием просочившейся незаконченной копии, которую он скачал из сети, после чего представители компании незамедлительно удалили его статью для Fox News. Брюс Симмонс из Screen Rant высказался об этой ситуации следующим образом: «О чём думал Фридман?» Мало того, что с его стороны было глупо писать рецензию на фильм, он ещё и гордился тем, как ему было просто найти и скачать пиратскую версию. Когда ты работаешь в банке, ты не должен хвастаться, что украл его деньги!".

### Продвижение
Fox провела коллаборации с компаниями 7-Eleven, Papa John’s и Schick. Хью Джекман рекламировал продукцию Got Milk? в образе Росомахи. В феврале 2009 года Hasbro выпустила линейку фигурок персонажей фильма. В апреле Marvel запустила новую серию комиксов Wolverine: Weapon X, которая, по словам сценариста Джейсона Аарона, была написана в том числе для людей, которые заинтересуются комиксами о Росомахе после просмотра фильма.
Raven Software разработала игру по мотивам одноимённого фильма для Microsoft Windows, PlayStation 3 и Xbox 360, Amaze Entertainment — для PlayStation 2 и Wii, а Griptonite Games — для PlayStation Portable и Nintendo DS; во всех трёх случаях издателем выступила Activision. Марк Гуггенхайм написал сценарий к игре, а Хью Джекман, Лев Шрайбер и will.i.am озвучили своих персонажей из фильма. Сюжет игры значительно расширил события фильма; в нём появились другие злодеи из комиксов, такие как Стражи и Вендиго, а также Мистик, героиня трёх предыдущих фильмов о Людях Икс.

### Домашние носители
15 сентября 2009 года 20th Century Fox Home Entertainment выпустила DVD- и Blu-ray-издания фильма. Последнее состояло из двух дисков и включало в себя: аудиодорожку с комментариями Худа, ещё одну аудиодорожку с комментариями продюсеров Доннер и Ральфа Уинтера, короткометражный фильм «The Roots of Wolverine: A Conversation with X-Men creators Stan Lee and Len Wein», короткометражный фильм «Wolverine Unleashed: The Complete Origins», две дополнительные короткометражки, викторину, удалённые сцены с комментариями Худа и две альтернативные сцены из фильма. На втором диске была цифровая копия картины. Помимо этого, Wal-Mart выпустила эксклюзивное издание из трёх дисков, в числе которых была стандартная копия фильма на DVD. Специальное издание на двух DVD включало в себя: две дорожки с аудиокомментариями, короткометражный фильм со Стэном Ли и Леном Уэйном, короткометражку о происхождении персонажа, удалённые и альтернативные сцены, а также социальную рекламу против курения; На втором диске была цифровая копия фильма. Стандартное DVD-издание содержало короткометражку о происхождении и социальную рекламу против курения.
«Люди Икс: Начало. Росомаха» стал самым продаваемым и наиболее арендуемым DVD-релизом недели — было продано свыше 3 млн копий, причём 850 000 из них были Blu-ray-дисками. За первые шесть недель было продано 3,79 млн копий DVD, а выручка от них составила 64,27 млн $.

## Восприятие

### Кассовые сборы
29 апреля 2009 года состоялась премьера картины в Великобритании, Дании, Южной Африке и Австралии. 30 апреля начался прокат фильма на Филиппинах, в России и Доминиканской Республике, а 1 мая «Начало. Росомаха» вышел в США и Канаде. 27 апреля на официальном сайте фильме проводился конкурс по определению места мировой премьеры, которая, в конечном итоге, состоялась в одном из кинотеатров сети Harkins Theatres, расположенном в темпейском торговом центре (Аризона). Власти Мексики отложили релиз фильма до конца мая из-за вспышки гриппа H1N1 в стране. 22 апреля, за девять дней до выхода фильма, аналитики заявили, что «Люди Икс: Начало: Росомаха» превзошёл «Железного человека» по количество предварительно проданных билетов в соотношении «3 к 1».
За первый день широкого проката картина заработала около 35 млн $, из которых почти 5 млн $ приходились на ночные сеансы. Исходя из этих показателей, фильм занял 16-е место в рейтинге «самых прибыльных премьер»; с учётом инфляции цен на билеты — 22-е место. За первую премьерную неделю его сборы превысили 85 млн $, что сделало его самой кассовой новинкой недели. Среди летних блокбастеров он занял 5-е место после «Человека-паука», «Людей Икс 2», «Человека-паука 3: Врага в отражении» и «Железного человека» и вошёл в 10-ку киноадаптаций. У него были более низкие премьерные сборы, чем у «Последней битвы» и «Людей Икс 2», однако они превышали показатели первой части трилогии.
За премьерную неделю фильм заработал около 158,1 млн $ по всему миру. По словам представителей Fox, низкие сборы на некоторых рынках были обусловлены утечкой рабочей версии фильма, в частности в странах с высоким уровнем пиратства. Тем не менее, кинокритик Джон Хейзелтон подвергнул эту версию сомнению в статье из журнала Screen International, посвящённой проблеме пиратства; в качестве основной причины рецензент назвал вспышку свиного гриппа.
Неоднозначные отзывы критиков не повлияли на кассовый успех фильма. «Люди Икс: Начало. Росомаха» заработал около 180 млн $ в США и Канаде, а его сборы в других странах составили более 193 млн $. При производственном бюджете в размере 150 млн $ фильм собрал более 373 млн $ во всём мире.

### Критика
На агрегаторе рецензий Rotten Tomatoes рейтинг свежести фильма составляет 38 % со средней оценкой 5,1 из 10 на основе 259 рецензий. Консенсус сайта гласит: «Несмотря на все свои старания, Хью Джекман не может компенсировать шаблонный сценарий и избитое повествование фильма „Людям Икс: Начало. Росомаха“». Metacritic, который выставляет оценки на основе среднего арифметического взвешенного, дал фильму 40 баллов из 100 на основе 39 обзоров, что указывает на «смешанный приём». Зрители, опрошенные CinemaScore, поставили фильму среднюю оценку «B+» по шкале от A+ до F.
Ричард Корлисс из Time описал картину следующим образом: «Это хороший, но далеко не идеальный фильм Marvel, который раскрывает прошлую жизнь главного Человека Икс и пытается подвести её кульминацию к началу трилогии»; рецензент отметил, что «мифология супергероев может быть настолько запутанной, что разобраться в ней сможет только одинокий ребёнок, читающий комиксы». Джеймс Маллинджер из GQ сетовал на несбалансированную структуру сюжета: «Фильм неуклюже пытается раскрыть историю происхождения Джеймса [Хоулетта], также известного как Росомаха, которая кратко освещалась в оригинальных фильмах о Людях Икс. В конечном итоге мы получаем скучный сюжет с кучей нестыковок». В своей рецензии для The Christian Science Monitor Питер Райнер похвалил Джекмана, за то, как тот «может с лёгкостью перейти от поющего и танцующего на церемонии вручения „Оскара“ человека в смокинге, к одичалому джентльмену с адамантиевыми когтями и яростью берсерка». Клаудия Пуч из USA Today отнесла к числу достоинств картины «хорошую актёрскую игру, захватывающие экшен-сцены и остроумные шутки».
Роджер Эберт дал фильму две звезды из четырёх; больше всего критику не понравился главный герой: «Почему мне должно быть дело до этого парня? Он не восприимчив к боли, ничто не может его убить, поэтому он, по сути, является сюжетным двигателем для боевых сцен». Джеймс Берардинелли оценил «Начало. Росомаху» на две с половиной звезды из четёрех; рецензент отметил грамотные, но абсолютно не запоминающиеся боевые сцены, а также неубедительные эпизоды из прошлого Росомахи. С другой стороны, Билл Гиброн с сайта телеканала AMC Filmcritic.com поставил фильму 4 балла из 5 и назвал его «отличным началом летнего сезона 2009 года»; также Гиброн встал на защиту творческого видения Худа и сценаристов и отметил, что «Хью Джекман способен в одиночку вытащить фильм о Людях Икс».
По мнению Том Чарити из CNN, «Начало. Росомаха» не смог привнести в серию фильмов о Людях Икс чего-то нового; рецензент посоветовал создателям франшизы задуматься о более кардинальных изменениях, чтобы вдохнуть во франшизу новую жизнь. Эту позицию разделил рецензент The New York Times Энтони Скотт, отметив, что «картине „Люди Икс: Начало. Росомаха“ скорее всего удастся заработать на популярности предыдущих частей, однако, можно с уверенностью сказать, что фильм страдает от творческой импотенции». Филип Френч из The Observer был более категоричен в своей рецензии, назвав фильм «скучным, с сокрушительно плохими спецэффектами»; рецензент заявил, что картина «может заинтересовать только заядлых фанатов, которые, вероятно, уже видели всё это [сюжет] в комиксах Marvel».
Сухдев Сандху из Daily Telegraph резюмировал: «Проблема фильма заключается в том, что он явно пытается походить на мрачную, глубокую историю происхождения наподобие „Бэтмена: Начало“ (2005). Росомаха должен испытывать отвращение к своей необычайной силе: „Ты не животное“ — убеждает его Кайла, но он не столько отягощён своими способностями, сколько равнодушен к ним. В фильме нет подлинной напряжённости и душевных терзаний, за счёт которых этот внутренний конфликт смотрелся бы более драматично». Орландо Парфитт из IGN похвалил игру актёров и боевые сцены, но заявил, что «несмотря на весёлое, приятное и местами захватывающее повествования, через 24 часа после выхода из кинотеатра вы помните о событиях фильма так же мало, как и сам Росомаха». Скотт Мендельсон из The Huffington Post поставил фильму оценку «D», отметив, что «Росомаха был главным героем фильмов о Людях Икс, и мы уже узнали всю необходимую о нём информацию, а обстоятельства его прошлого, которые раскрываются в этом фильме, делают Росомаху менее интересным персонажем». Этого же мнения придерживался Стивен Ри, по мнению которого Росомаха перестал вызывать интерес после просмотра его сольного фильма, представляющего собой «кашу из бессмысленных боевые сцены — потому что Логана / Росомаху практически невозможно остановить —, низкокачественных визуальных эффектов, шаблонной предыстории и глупого злодейского образа Льва Шрайбера».
Впоследствии Джекман признался, что он также остался недоволен итоговым результатом. Актёр хотел, чтобы Логан раскрылся в фильме с новой стороны, но «каким-то образом первый фильм о Росомахе превратился в „Людей Икс 4“, только с другими персонажами». Джекман учитывал критику фильма при работе над сиквелом 2013 года.

## Будущее
«Люди Икс: Начало. Росомаха» должен был стать первым фильмом из серии приквелов под названием «Люди Икс: Начало». Вторую картину Fox планировала посвятить Эрику Леншеру / Магнето, однако проект попал в производственный ад и в конечном итоге был отменён. Элементы фильма легли в основу сюжета картины «Люди Икс: Первый класс» (2011).
Спустя годы после выхода «Последней битвы» вышел второй фильм про Росомаху — «Росомаха: Бессмертный» (2013), который не развивал сюжет первой части. В картине «Люди Икс: Дни минувшего будущего» (2014) события «Начала. Росомахи» были стёрты из реальности франшизы благодаря образованию новой временной линии. Премьера третьего фильма о Росомахе под названием «Логан» состоялась 3 марта 2017 года; это было последнее появление Джекмана в образе Росомахи вплоть до его возвращения к роли в фильме «Дэдпул и Росомаха» (2024), являвшегося частью медиафраншизы Кинематографическая вселенная Marvel. Изначально Лев Шрайбер должен был вновь сыграть Виктора Крида в «Логане».
В спин-оффе «Людей Икс» «Дэдпуле» (2016) и его продолжении «Дэдпуле 2» (2018) Рейнольдс сыграл более приближённого к комиксам Уэйда Уилсона. В обоих фильмах высмеивалось изображение Дэдпула в роли Оружия XI. В сцене после титров «Дэдпула 2» главный герой путешествует назад во времени, чтобы убить свою раскритикованную версию во время кульминации «Начала. Росомахи».